# Кулахмет Ходжиков
Кулахмет Конгирходжайович Ходжиков (22 листопада 1914, Кизилорда — 22 серпня 1986, Алма-Ата) — радянський казахський художник театру і кіно, графік, сценарист. Заслужений діяч мистецтв Казахської РСР (1966). Учасник Великої Вітчизняної війни. Брат художника Ходжахмета Ходжикова (1910—1953).
Походить з роду Хоросан ходжа. Його батько Конгир-Ходжа Ходжиков був ученим і просвітителем, а мати Латіпа Ходжикова — художником-костюмером.
Навчався в Ташкентському інституті бавовництва, де познайомився з письменником Г. Мусреповим і під його впливом вирішив стати художником. Залишивши навчання в інституті бавовництва, відправився в Ленінград, де в 1936 році закінчив художню студію при Великому театрі (викладачі В. М. Ходасевич, О. Г. Тишлер, М. Левін).
У 1936—1938 роках служив у Червоній Армії. З 1938 року в Алма-Аті. Був художником Казахського драматичного театру; в 1938—1941 і 1942—1948 роках художник Центральної об'єднаної кіностудії; в 1954—1969 роках на творчій роботі, в 1970—1986 роках директор Республіканського музею прикладного мистецтва.
Основні роботи Ходжикова:
- оформлення вистав «Енлік — Кебек» М. Ауезова, «Мстислав Удатний» І. Л. Іруга (1934), «Не все коту масляна» О. М. Островського (1940), «Абай» М. Ауезова і Л. С. Соболєва (1940) та інших;
- кінофільмів — «Пісня про велетня» (1942), «Під звуки домбри» (1943), «Пісні Абая» (1945) та інших;
- книг — Абая, М. Ауезова, Т. Г. Шевченко, епосів «Ер Таргин», «Киз-Жибек» та інших.

Широко відомі графічні роботи Ходжикова, присвячені казахському пейзажу: «Ліс в клину» (1954), «Ялинки» (1960), «Джайляу Ушконир» (1969) та інші. Автор науково-популярного фільму «Народні ремесла казахів» (1958).